# (300072) 2006 UV206
(300072) 2006 UV206 es un asteroide perteneciente al cinturón de asteroides, descubierto el 23 de octubre de 2006 por el equipo del Spacewatch desde el Observatorio Nacional de Kitt Peak, Arizona, Estados Unidos.

## Designación y nombre
Designado provisionalmente como 2006 UV206.

## Características orbitales
2006 UV206 está situado a una distancia media del Sol de 3,154 ua, pudiendo alejarse hasta 3,411 ua y acercarse hasta 2,898 ua. Su excentricidad es 0,081 y la inclinación orbital 15,24 grados. Emplea 2046,84 días en completar una órbita alrededor del Sol.

## Características físicas
La magnitud absoluta de 2006 UV206 es 15,9.